# Marathon van Seoel 2007
De marathon van Seoel 2007 werd gelopen op zondag 18 maart 2007. Het was de 63e editie van deze marathon.
Bij de mannen was het de Koreaan Bong-Ju Lee, die als eerste over de streep kwam in 2:08.04. De Chinese Ya-nan Wei won bij de vrouwen in 2:23.12.

## Uitslagen

### Mannen
| rang   | naam                   | land | tijd    |
| ------ | ---------------------- | ---- | ------- |
| Goud   | Bong-Ju Lee            | KOR  | 2:08.04 |
| Zilver | Paul Kirui             | KEN  | 2:08.29 |
| Brons  | Laban Kipkemboi        | KEN  | 2:08.38 |
| 4      | Edwin Komen            | KEN  | 2:08.45 |
| 5      | Jason Mbote            | KEN  | 2:10.32 |
| 6      | Dmytro Baranovsky      | UKR  | 2:10.51 |
| 7      | Wilson Kigen           | KEN  | 2:12.36 |
| 8      | Lawrence Saina         | KEN  | 2:14.39 |
| 9      | Myung-Seung Lee        | KOR  | 2:14.48 |
| 10     | Young-Chun Kim         | KOR  | 2:15.55 |
| 11     | Eric Yator             | KEN  | 2:16.27 |
| 12     | Christopher Chepkiyeng | KEN  | 2:18.18 |
| 13     | Hyo-Suk Eum            | KOR  | 2:18.27 |
| 14     | Jun-Suk Hwang          | KOR  | 2:18.33 |
| 15     | Jae-Sung Kim           | KOR  | 2:18.46 |
| 16     | Kyung-In Park          | KOR  | 2:19.08 |
| 17     | Myung-Hwan Lee         | KOR  | 2:19.23 |
| 19     | Hwi-Sung Joun          | KOR  | 2:20.17 |
| 20     | Ji-Hong Min            | KOR  | 2:21.04 |
| 25     | Simon Sawe             | USA  | 2:23.14 |

### Vrouwen
| rang   | naam               | land | tijd    |
| ------ | ------------------ | ---- | ------- |
| Goud   | Ya-Nan Wei         | CHN  | 2:23.12 |
| Zilver | Rose Cheruiyot     | KEN  | 2:27.25 |
| Brons  | Helen Cherono      | KEN  | 2:29.33 |
| 4      | Tabitha Tsatsa     | ZIM  | 2:30.12 |
| 5      | Worknesh Tola      | ETH  | 2:30.56 |
| 6      | Eun-Hee Chae       | KOR  | 2:32.01 |
| 7      | Caroline Kilel     | KEN  | 2:35.01 |
| 8      | Hee-Yeon Kim       | KOR  | 2:39.06 |
| 9      | Chemokil Chilapong | KEN  | 2:47.26 |

1964 ·
1965 ·
1966 ·
1967 ·
1968 ·
1969 ·
1970 ·
1971 ·
1972 ·
1973 ·
1974 ·
1975 ·
1976 ·
1977 ·
1978 ·
1979 ·
1980 ·
1981 ·
1982 ·
1983 ·
1984 ·
1985 ·
1986 ·
1987 ·
1988 ·
1989 ·
1990 ·
1991 ·
1992 ·
1993 ·
1994 ·
1995 ·
1996 ·
1997 ·
1998 ·
1999 ·
2000 ·
2001 ·
2002 ·
2003 ·
2004 ·
2005 ·
2006 ·
2007 ·
2008 ·
2009 ·
2010 ·
2011 · 
2012 · 
2013 · 
2014 · 
2015 · 
2016 ·  
2017